# Szilágyi Gábor (labdarúgó)
Szilágyi Gábor (Eger, 1981. szeptember 4. –) magyar labdarúgó. Első NB I-es mérkőzése 1998. szeptember 12. FC Fehérvár - BVSC Budapest volt, ahol csapata sima mérkőzésen 4-1-es vereséget szenvedett a székesfehérvári klubtól. Többszörös finn gólkirály az első és másodosztályban. Hazatérése után a kieső FC Tatabánya labdarúgója volt.